# Bianca Beauchamp
 (décembre 2014).
Bianca Stéphanie Beauchamp est un mannequin de charme canadien, née le 14 octobre 1977 à Montréal, au Québec, d'un père québécois et d'une mère italienne. Elle a été prénommée ainsi par son père en référence à Bianca Jagger, l'ex-femme de Mick Jagger.

## Biographie
À l'âge de 18 ans, elle a rencontré et a commencé à poser pour Martin Perreault, étudiant en photographie et garçon de café. Tout en continuant le mannequinat, elle étudia la littérature française et enseigna au CEGEP. Puis, elle commença un stage de professeur à son ancienne école secondaire. L'un des professeurs ayant découvert son site Internet, Bianca fut contrainte de le fermer pour la durée de son stage. Elle l'a rouvert par la suite, ce qui causa de nouvelles controverses et finalement son départ de l'école pour poursuivre sa carrière de mannequin. Bianca Beauchamp a subi deux opérations chirurgicales d'augmentation mammaire pour que sa taille de bonnet passe finalement à 32FF,. Elle rejette les critiques concernant les implants, jugeant qu'il est hypocrite d'applaudir les gens qui cherchent à améliorer leur intelligence, tout en condamnant ceux qui veulent améliorer leur corps.
Bianca Beauchamp a connu le succès dans le mannequinat fetish latex, apparaissant sur les couvertures de magazines, dans plusieurs éditions spéciales de Playboy et sur la couverture d'un livre de lingerie. On l'a vue aussi sur la couverture du calendrier Playboy canadien à deux reprises. Par ailleurs, en partenariat avec son site Web et Ritual Entertainment, elle a interprété le personnage Elexis Sinclaire pour le jeu vidéo SiN Episodes.
En 2007, elle a accepté de faire équipe avec Hype Energy (en) pour représenter la marque canadienne au Grand Prix du Canada de Formule 1. La même année, elle sort son film Bianca Beauchamp : All Access, un documentaire réalisé et édité par son partenaire Martin Perreault. Ce film de 85 minutes a été présenté en première au Festival Fantasia en juillet 2007 et publiée en DVD en septembre 2007. Le film a été acquis par le distributeur HALO 8 Entertainment au Festival Fantasia en prévision d'une version pour toute l'Amérique du Nord.
En août 2008, Bianca Beauchamp, pour la première de son nouveau film Bianca Beauchamp All Access 2, est apparue vêtue en latex au Fetish Weekend à Montréal.